# Saint-Maximin (Gard)
Saint-Maximin é uma comuna francesa na região administrativa de Occitânia, no departamento de Gard. Estende-se por uma área de 9,9 km². Em 2010 a comuna tinha 776 habitantes (densidade: 78,4 hab./km²).